# Lara Stone
Lara Catherina Stone, född 20 december 1983 i Geldrop i Noord-Brabant, är en nederländsk fotomodell. En av hennes karaktäristiska utseendemässiga drag är hennes glugg mellan framtänderna. Under 2012 hamnade hon på en åttonde plats på Forbes lista för modeller som tjänar mest pengar.

## Biografi
Lara Stone föddes i Geldrop, dotter till en nederländsk mor och en brittisk far. Hon blev upptäckt under en familjeresa i Paris. Därefter blev hon signad till Elite Model Management.
Stone var mellan 2010 och 2015 gift med David Walliams och de har ett barn tillsammans.